# Vicia subrotunda
Vicia subrotunda är en ärtväxtart som först beskrevs av Carl Maximowicz, och fick sitt nu gällande namn av Z.V. Czefranova. Vicia subrotunda ingår i släktet vickrar, och familjen ärtväxter. Inga underarter finns listade i Catalogue of Life.